# Connie Conley
Connie Conley-Jung (Reno, ...) è un'ex sciatrice alpina statunitense paralimpica, che ha rappresentato gli Stati Uniti alle Paralimpiadi invernali del 1984, vincendo una medaglia in ogni evento in cui ha gareggiato.

## Biografia
Cieca dalla nascita, Conley è nata e cresciuta a Reno, in Nevada. Ha partecipato alle Paralimpiadi del 1984 - insieme all'amico e mentore Mike May - mentre studiava biologia umana e psicologia all'Università di Stanford
Ha conseguito un master in educazione speciale, presso la San Francisco State University e un dottorato in psicologia clinica. Ha lavorato in diversi contesti legati alla  salute mentale (disabilità dell'apprendimento e disabilità fisiche, problemi di salute cronici di bambini, adolescenti e adulti) nelle scuole medie e secondarie, presso l'associazione Through the Looking Glass di Berkeley (California) e il Ann Martin Center di Emeryville. Oltre a lavorare presso l'associazione LightHouse for the Blind and Visually Impaired di San Francisco dal 2013, Conley-Jung ha uno studio privato di psicoterapia ad Alameda.
Ha vinto l'argento nello slalom gigante B2 (tempo realizzato 3:09.45, oro per la rappresentante della Nuova Zelanda Vivienne Martin in 3:02.85 e bronzo per l'atleta austriaca Gabriele Berghofer in 3:09.74) e due bronzi, nella discesa libera B2 in 1:55.27 (oro per Edith Hölzl in 1:43.06 e argento per Vivienne Martin in 1:48.16 e nella supercombinata alpina B2 (gara conclusa in 1:54.93, dietro a Edith Hölzl in 0:37.46 e Vivienne Martin in 0:37.66).

## Palmarès

### Paralimpiadi
- 3 medaglie:
  - 1 argento (slalom gigante B2 a Innsbruck 1984)
  - 2 bronzi (discesa libera e supercombinata B2 a Innsbruck 1984)